# Bernhard Schopis
Otto Bernhard Schopis (* 19. März 1819 in Gumbinnen; † 24. März 1880 in Berlin) war preußischer Landrat in den Kreisen Kröben (1851–1877) und Goldap (1877–1880). Schopis saß zudem von 1855 bis 1858 und von 1877 bis zu seinem Tode 1880 im Preußischen Abgeordnetenhaus.